# 히메폰!
히메폰!(ひめポン!)은 NHK 마쓰야마 방송국에서 제작되어 방영되고 있는 저녁 로컬 뉴스 정보 프로그램이다.

## 방송 소개
매주 월요일부터 금요일까지 저녁 6시 10분 NHK 종합 텔레비전에서 방송되고 있는 히메폰!은 2016년 4월 4일에 첫방송 되었다. 퇴근 시간 오늘 하루 에히메현 지역의 소식을 전달하는 프로그램을 전해주고 있다.

## 방송 시간
- 월 ~ 금 오후 6시 10분 ~ 7시(50분)